# Chamaesaracha crenata
Chamaesaracha crenata är en potatisväxtart som beskrevs av Per Axel Rydberg. Chamaesaracha crenata ingår i släktet Chamaesaracha och familjen potatisväxter. Inga underarter finns listade i Catalogue of Life.